# Större bockrotsplattmal
Större bockrotsplattmal (Depressaria pimpinellae) är en fjärilsart som beskrevs av Philipp Christoph Zeller 1839. Större bockrotsplattmal ingår i släktet Depressaria. Enligt Dyntaxa ingår Depressaria i familjen plattmalar, Depressariidae, men enligt Catalogue of Life är tillhörigheten istället familjen praktmalar, (Oecophoridae). Arten är reproducerande i Sverige.

## Bildgalleri

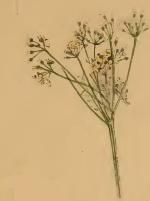
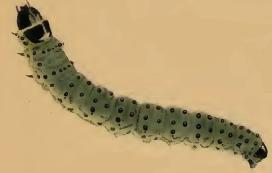